# Jeffrey DeLaurentis
Jeffrey DeLaurentis es un diplomático estadounidense y actual Encargado de Negocios interino de la Embajada de Estados Unidos en Cuba.
Tiene rango de embajador en el Departamento de Estado de los Estados Unidos por desempeñarse entre 2011 y 2014 como Embajador de Estados Unidos ante las Naciones Unidas para Asuntos Políticos Especiales, siendo otorgado su rango por el Senado estadounidense.

## Biografía
DeLaurentis es un graduado de la Escuela Edmund A. Walsh del Servicio Exterior en la Universidad de Georgetown y la Escuela de Asuntos Internacionales y Públicos en la Universidad de Columbia. También realizó un doctorado en ciencias políticas en la Escuela de Graduados de Artes y Ciencias de Columbia.
En agosto de 2014 fue designado como el último jefe de la Sección de Intereses de los Estados Unidos en La Habana, hasta el 20 de julio de 2015 cuando Cuba y Estados Unidos formalmente restablecieron sus relaciones diplomáticas después de haberse interrumpido en 1961. Barack Obama oficialmente nominó a DeLaurentis como Embajador de Estados Unidos en Cuba el 27 de septiembre de 2016.